# Jeżokształtne
Jeżokształtne (Erinaceomorpha) – podrząd ssaków łożyskowych zaliczanych w tradycyjnej klasyfikacji biologicznej do owadożernych (Insectivora), a w kladystyce do Laurasiatheria.
Do rzędu Erinaceomorpha zaliczane są współcześnie żyjące:
- Erinaceidae – jeżowate

oraz gatunki wymarłe klasyfikowane w rodzinach:
- †Adapisoricidae,
- †Amphilemuridae,
- †Sespedectidae,
- †Creotarsidae,

a także kilkanaście gatunków o nieustalonej pozycji taksonomicznej